# Giovanni Brighenti
Giovanni Battista Brighenti (Clusone, 11 settembre 1782 – Clusone, 19 marzo 1861) è stato un pittore italiano.

## Biografia
Giovanni nacque in una famiglia di pittori, era figlio del pittore Antonio Brighenti nato nel 1752, e padre dell'altro Antonio Brighenti, anche lui pittore e nato nel 1810. Frequentò l'Accademia Carrara di Bergamo sotto l'insegnamento di Giuseppe Diotti. Sposò Maria Giuseppa Crespi, dalla quale ebbe Antonio, anch'egli pittore, e con il quale collaborò, rimanendo comunque difficile attribuire alcune opere all'uno piuttosto che all'altro.

## Opere

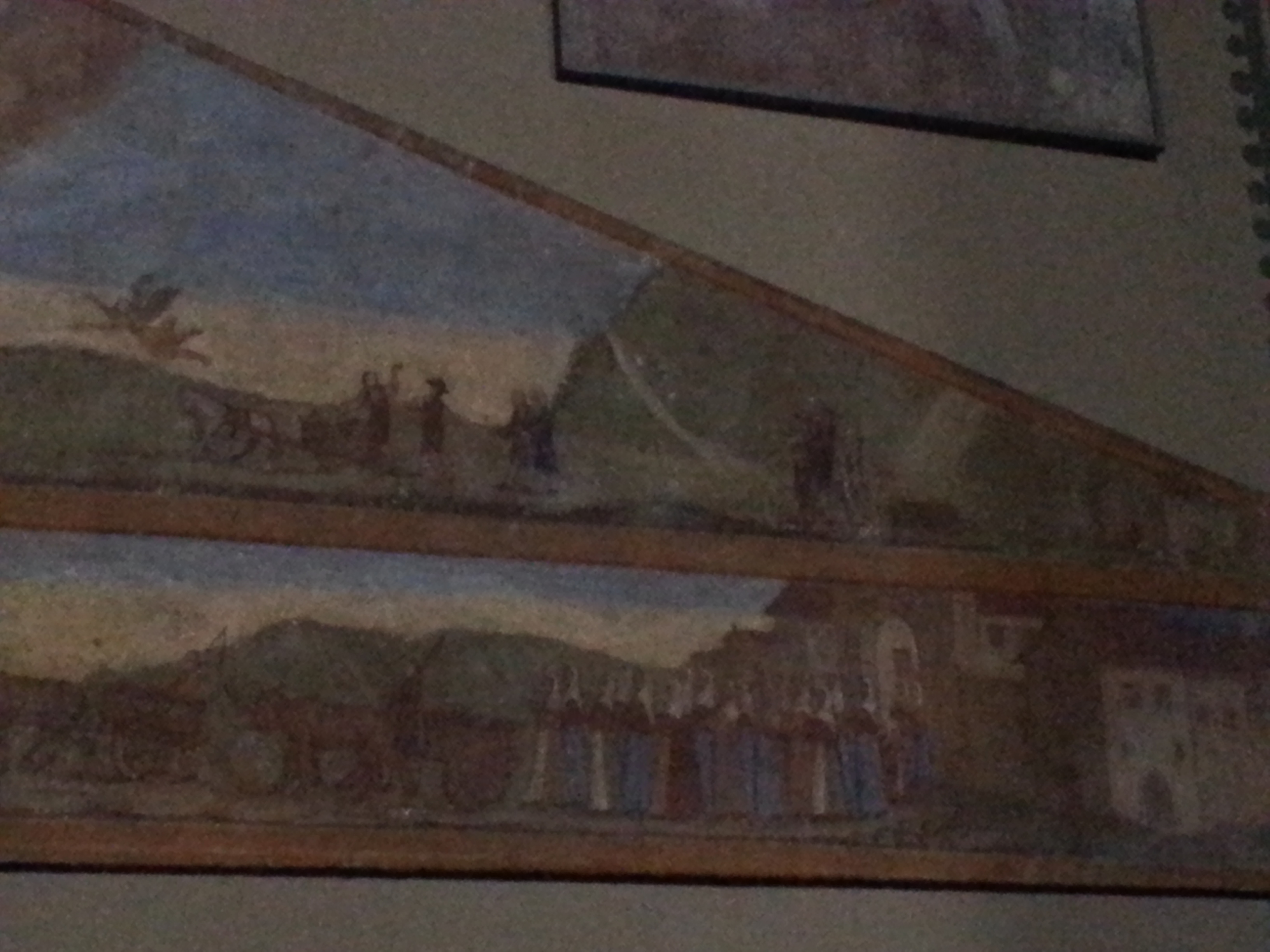
Affresco della peste, Clusone, chiesa del Paradiso

Dipinse la pala d'altare della chiesa di Ganda di Aviatico nel 1819, intitolata a Gesù crocifisso, la Vergine e i Santi Giovanni e Sebastiano.
Lasciò numerosi affreschi nelle chiese della Val Seriana, di Bergamo fino a Lecco, tanto che egli stesso riteneva d'essere migliore nella pittura dell'affresco che in altre tecniche.
Nel 1832 dipinse due tele ad olio per la chiesa di Castione della Presolana intitolate Ester ed Assuero e la cacciata di Eliodoro dal tempio; nel 1836 eseguì per la parrocchia di Gazzaniga (Natività di Gesù e Presentazione al Tempio), mentre per la cappella del cimitero di Clusone realizzò la pala raffigurante Cristo crocifisso e l'Addolorata.
Del pittore ci rimane l'immagine da lui impressa in un autoritratto, notevolmente realistico; Giovanni si dipinge affetto da un leggero strabismo, avvolto in un manto rosso, con la tavolozza e i pennelli in mano, con una libreria sullo sfondo su cui sono visibili testi di letteratura classica.
La lista da lui redatta, intitolata Li principali miei dipinti a fresco' elenca le seguenti opere:
- Chiesa parrocchiale di Sant'Ippolito di Gazzaniga: Quattro Evangelisti, controfacciata, sopra l'ingresso principale, piccole medaglie sopra le cappelle delle entrate laterali;
- Chiesa di Valle San Martino di Calolzio: tazza del coro con Trinità e san Martino portato in cielo, Quattro Evangelisti sulle pareti laterali;
- Chiesa di San Giorgio a Bergamo: quattro medaglie sotto la volta;
- Chiesa di Desenzano: due medaglie,
- Chiesa di Endenna. Assunzione Vergine al cielo e quattro Evangelisti;
- Chiesa di San Gallo: tutti i dipinti a fresco;
- Chiesa parrocchiale di Lecco: Battesimo di Gesù nella cappella dell'altare del Rosario e Misteri e Transito di san Giuseppe;
- Chiesa di Liernia: Misteri intorno all'altare;
- Chiesa di Cortinova: due medaglie;
- Chiesa parrocchiale di Predore: grande medaglia sulla volta con San Giovanni precursore assunto in cielo e quattro evangelisti;
- Chiesa parrocchiale di Gromo: ancoretta sull'altare maggiore e Ultima cena degli apostoli in sagrestia;
- Chiesa parrocchiale di Onore: quattro evangelisti e la morte di Maria Vergine, vari dipinti a fresco e la pala d'altare del suffragio;
- Chiesa di Bondo di Albino: vari affreschi.
- chiesa di S[[Media:]]an Luigi Gonzaga, affresco sul soffitto a padiglione.
- chiesa di Morti Nuovi affresco della peste del 1630, ricollocato nella chiesa della Beata Vergine del Paradiso.